# Huamachuco (distrito)
Huamachuco é um distrito do Peru, departamento de La Libertad, localizada na província de Sánchez Carrión.

## Transporte
O distrito de Huamachuco é servido pela seguinte rodovia:
- PE-3N, que liga o distrito de La Oroya (Região de Junín) à Puerto Vado Grande (Fronteira Equador-Peru) no distrito de Ayabaca (Região de Piura)
- LI-111, que liga o distrito à cidade de Otuzco
- LI-115, que liga o distrito à cidade de Sitabamba
- LI-116, que liga o distrito à cidade de Cachicadán[1][2][3]